# Modimolle-Mookgophong
Modimolle-Mookgophong es un municipio local sudafricano situado en el distrito de Waterberg, en la provincia de Limpopo.

## Superficie
Modimolle-Mookgophong tiene una superficie de 10 368 km².

## Demografía
En 2022, tenía 130 113 habitantes, una densidad poblacional de 12,55 hab./km², y 46 119 viviendas.